# العزاء (فلم فرنسي)
العزاء (بالفرنسية: La Consolation) فيلم دراما فرنسي كتابة وإخراج سيريل مينيغوين.

## روابط خارجية
- مقالات تستعمل روابط فنية بلا صلة مع ويكي بيانات